# Andrzej Kubaszczyk
Andrzej Kubaszczyk (ur. 1964) – polski koszykarz występujący na pozycji rozgrywającego, multimedalista mistrzostw Polski.

## Osiągnięcia
Klubowe
- Mistrz Polski (1985, 1986)
- Brązowy medalista mistrzostw Polski (1984, 1989)
- Finalista pucharu Polski (1984, 1989)
- Uczestnik rozgrywek Pucharu Europy Mistrzów Krajowych (1985–1987 – I runda)